# باک یانگ اوک
باک یانگ اوک (Baek Young-ok) (زادهٔ ۱۹۷۴) یک نویسنده اهل کره جنوبی است.

## زندگی
باک یانگ اوک در سال ۱۹۷۴ در سئول به دنیا آمد. او در سال ۲۰۰۶ با داستان کوتاه «گویانگ-آی Shanti» (고양이 샨티 Shanti گربه) برنده جایزه نویسنده جدید Munhakdongne شد و در سال ۲۰۰۸ با اولین رمان خود، Sta-il (به سبک 스타일) برنده چهارمین جایزه ادبی Segye شد.

## آثار
- Ppalgangmeori ani haneun mal (빨강머리 앤이 하는 말 What Anne of Green Gables Said)، ۲۰۱۶.
- Ae-inui Ae-inege (애인의 애인에게 به عاشق معشوق من)، ۲۰۱۶.
- Silyeondanghan saramdeului ilgob si jochanmoim (실연당한 사람들의 일곱 시 조찬모임 ناهار ساعت 7'O برای افراد دلشکسته)، ۲۰۱۲.
- Aju botongui yeonae (아주 보통의 연애 دوست یابی بسیار عادی)، ۲۰۱۱.
- Daieoteu-ui yeowang (다이어트의 여왕 ملکه رژیم)، ۲۰۰۹.
- استایل (به سبک 스타일).

### آثار در ترجمه
- سبک 大酱女 (چینی)
- سبک Kinh tụng thời trang (ویتنامی)[۲]

## جوایز
- جایزه ادبی Segye Ilbo Segye، ۲۰۰۸.